# Jan Kalinowski (ur. 1982)
Jan Paweł Kalinowski (ur. 1982 w Krakowie) – polski wiolonczelista i pedagog.

## Życiorys
Kształcił się w Akademii Muzycznej w Krakowie w klasie Witolda Hermana, École Normale de Musique w Paryżu w klasie Paula Julien oraz Staatliche Hochschule für Musik und Darstellende Kunst w Stuttgarcie w klasie Petera Bucka. Swoje umiejętności doskonalił na kursach muzycznych pod okiem tak wybitnych artystów i pedagogów jak: David Geringas, Ivan Monighetti i Arto Noras.
Jest adiunktem Akademii Muzycznej w Krakowie, gdzie w roku 2015 otrzymał stopień doktora habilitowanego sztuk muzycznych i obecnie prowadzi własną klasę wiolonczeli. Prowadził kursy w ramach wymiany międzyuczelnianej (m.in. w Bremie, Karlsruhe, Mannheimie, Brukseli, Bratysławie, Fermo i Tbilisi).
Do znaczących dokonań Jana Kalinowskiego należą liczne nagrania dla radia i telewizji oraz dla wytwórni DUX. W 2013 roku nagrał płytę Polska muzyka wiolonczelowa. Płyta stanowi autorski projekt wiolonczelisty, znalazły się na niej utwory na składy od jednej do ośmiu wiolonczel.
Występuje jako kameralista, a także jako solista z orkiestrami, m.in. pod batutą Raufa Abdullayeva, Łukasza Borowicza, Wojciecha Czepiela, Jacka Rafała Delekty, Jurka Dybała, Michała Dworzyńskiego, Jacka Kaspszyka, Adama Klocka, Pawła Kotli, Pawła Przytockiego, Daniela Rajskina i Macieja Tworka. Wraz z Markiem Szlezerem od 2001 roku współtworzy zespół Cracow Duo.
W 2023 został odznaczony Brązowym Krzyżem Zasługi.

## Dyskografia

### Albumy autorskie i współautorskie
- 2021: Classics & Discoveries (DUX, wraz z Markiem Szlezerem)
- 2018: Polish Music Experience (Warner Music Poland, wraz z Sinfoniettą Cracovią, pod batutą Jurka Dybała)
- 2016: Memories (DUX, wraz z Markiem Szlezerem)
- 2014: Krzysztof Penderecki: Utwory kameralne Vol. I (DUX, wraz z Marią Machowską, Arturem Rozmysłowiczem, Tadeuszem Tomaszewskim, Romanem Widaszkiem i Markiem Szlezerem)
- 2014: Dedications /Kalinowski & Szlezer/ (DUX, wraz z Markiem Szlezerem)
- 2013: Polska Muzyka Wiolonczelowa (DUX)
- 2010: Fryderyk Chopin – The Complete Chamber Works (DUX, wraz z Bartłomiejem Niziołem i Markiem Szlezerem)
- 2009: Tansman: Works for Cello and Piano (DUX, wraz z Markiem Szlezerem)

Źródło: Cracow Duo.

### Albumy inne
- 2015: real life song (DUX, gościnnie)
- 2013: Baczyński (muzyka i poezja z filmu) (EMI Music Poland)

Źródło: Cracow Duo.